# Paepalanthus diversifolius
Paepalanthus diversifolius är en gräsväxtart som beskrevs av Silveira. Paepalanthus diversifolius ingår i släktet Paepalanthus och familjen Eriocaulaceae. Inga underarter finns listade i Catalogue of Life.